# Muscat de Saint-Jean-de-Minervois
Muscat de Saint-Jean-de-Minervois ist ein französischer Süßwein, der zur Familie der Vins Doux Naturels gehört. In der Gemeinde Saint-Jean-de-Minervois wird ein süßer Muscat-Wein erzeugt. Das Gebiet liegt innerhalb der Herkunftsbezeichnung Minervois auf halbem Weg zwischen den Gemeinden Saint-Chinian und Faugères im Département Hérault.
Die Rebflächen liegen auf einer Höhe von 220 m ü. NN am Fuße der Montagne Noire. Dieser Gebirgszug schwächt den klimatischen Einfluss des Mittelmeeres ab.
Der Boden besteht aus einem stark kalkhaltigen Lehm. Der Lehm ist von Geröll alpinen Ursprungs aus dem Erdzeitalter des Eozän (siehe Lutetium) durchsetzt. Die Schieferböden der Region werden jedoch nicht zum Anbau dieses Weintypus genutzt.
Die Vorschrift verlangt, dass der Most mindestens 252 g Zucker pro Liter enthält (siehe Mostgewicht), was bereits einem Ausleseniveau entspricht. Seine Gärung wird durch den Zusatz von 95%igem Weingeist abgestoppt. Dabei müssen mindestens 125 g unvergorener Zucker pro Liter im Wein verbleiben. Der Basisertrag liegt mit 28 hl/ha sehr niedrig. Diese Regel wurde seit dem Jahrgang 1991 jedoch häufig verletzt, so dass der Ertrag zurzeit eher bei 28–30 hl/ha liegt.
Der Muscat de Saint-Jean-de-Minervois, für den ausschließlich die Muskateller-Rebsorte Muscat blanc à petits grains zugelassen ist, besitzt bereits seit dem 10. November 1949 seine eigene Appellation d’Origine Contrôlée (kurz AOC). Als das Gebiet im Jahr 1949 den Status einer Appellation erhielt, gab es noch 3 Winzer, die sich für das Produkt interessierten. Im ersten Jahr wurden nur 56 hl Wein auf einer Fläche von 4 Hektar erzeugt.
Im Jahr 2005 wurden auf 188 Hektar Fläche ca. 5.330 Hektoliter Wein erzeugt. 35 Winzer sind der lokalen Winzergenossenschaft angeschlossen. Daneben vermarkten 7 Winzer ihre Produkte selbst.